# كاجو كاجي
كاجو كاجو (بالإنجليزية: Kago Kaju)‏ هي مدينة من مدن جنوب السودان. تقع على خط عرض 3.88806 وخط طول 31.66.

## الموقع
كاجو كاجو هي جزء من المقاطعات الست في وسط الاستوائية (واحدة من الولايات العشر في جنوب السودان). ما يقرب من 150 كيلومتر (93 ميل) ، عن طريق البر، جنوب جوبا ، عاصمة وأكبر مدينة في جنوب السودان. تقع بالقرب من حدود الدولة مع ولاية شرق الاستوائية وقريبة من الحدود الدولية مع أوغندا من الجنوب.   تقع مدينة نيمولي على بعد حوالي 50 كيلومتر (31 ميل) عن طريق البر جنوب شرق كاجو كيجي، عند النقطة التي يغادر فيها النيل الأبيض أوغندا لدخول جنوب السودان. إحداثيات كاجو كيجيهي: 3 ° 50'57.0 "N ، 31 ° 39'28.0" E (خط العرض: 3.849167 ؛ خط الطول: 31.657778). 

## نظرة عامة
كاجو كيجي والمجتمع المحيط بها هي موطن لقبيلة كوكو .  المدينة هي موطن لمقر الأبرشية الانجيلية كاجو كاجو، مع المطران أنطوني بوغو كونه أسقف .  يحتفظ بنك الأسهم جنوب السودان المحدودة بفرع في المدينة، كونه البنك التجاري الوحيد في المقاطعة. 

## تعداد السكان
اعتبارا من يونيو 2010 ، يقدر عدد سكان كاجو كيجي بنحو 196,000. 